# Aeròdrom del pla de Tapioles
L'aeròdrom del pla de Tapioles (o camp d'aviació del pla de Tapioles) fou un aeròdrom situat al pla de Tapioles a la vall del Llierca (actual municipi de Tortellà, a la Garrotxa), construït el 1938 i utilitzat per les forces aèries de la República durant la Guerra civil espanyola. Hi havia dos refugis antiaeris, els quals estan en bon estat i encara poden ser visitats avui en dia, i estava previst que el taller mecànic de la fàbrica tèxtil proprea Brutau funcionés com a taller de reparació d’avions. Cobria una superfície de 20 hectàrees, tenia dues pistes (una d'un quilòmetre i una altra de 950 metres), podia allotjar fins a 36 aeronaus i no se sap si va tenir activitat militar o no.
El camp d'aviació, que juntament amb l'aeròdrom de Les Preses donava suport a l'aeròdrom de Celrà, fou construït per la gent del poble i estigué operatiu fins al 1939.